# Karel Steffl
Karel Steffl (10 aprile 1903 – 26 gennaio 1960) è stato un calciatore cecoslovacco, di ruolo centrocampista.

## Carriera

### Nazionale
Esordisce il 28 giugno 1926 contro la Jugoslavia (6-2).